# 大地震両川口津浪記
大地震両川口津浪記（だいじしんりょうかわぐちつなみき）とは、大阪府大阪市浪速区幸町の、大正橋東詰めにある、自然災害伝承碑である。
幕末の1854年6月15日、畿内を襲った伊賀上野地震、同年11月4日・5日に安政東海地震・安政南海地震と立て続けに巨大地震が発生し、それに伴う大津波が大坂を襲い、幾多の死者を出した。
碑はこの被害状況を詳細に記述し、また148年前（数え年）の宝永地震にも大津波で多くの犠牲者を出したが「年月をへだてては伝へ聞く人もまれなるため」教訓を忘れ、生かされなかったがために、ふたたびおびただしい死者を出したことを悔い、後代の大阪市民に対し、将来発生するであろう津波や地震にあたり、被害を語り伝え、ふたたび同様の被害を出さぬよう警告している。
安政2年（1855年）設置。幾度か移設され、現在は浪速区大正橋東詰にある。記述にしたがって毎年の盆に墨入れを行なうなど、周辺住民による保守管理が170年ちかく続けられている。

## 背景

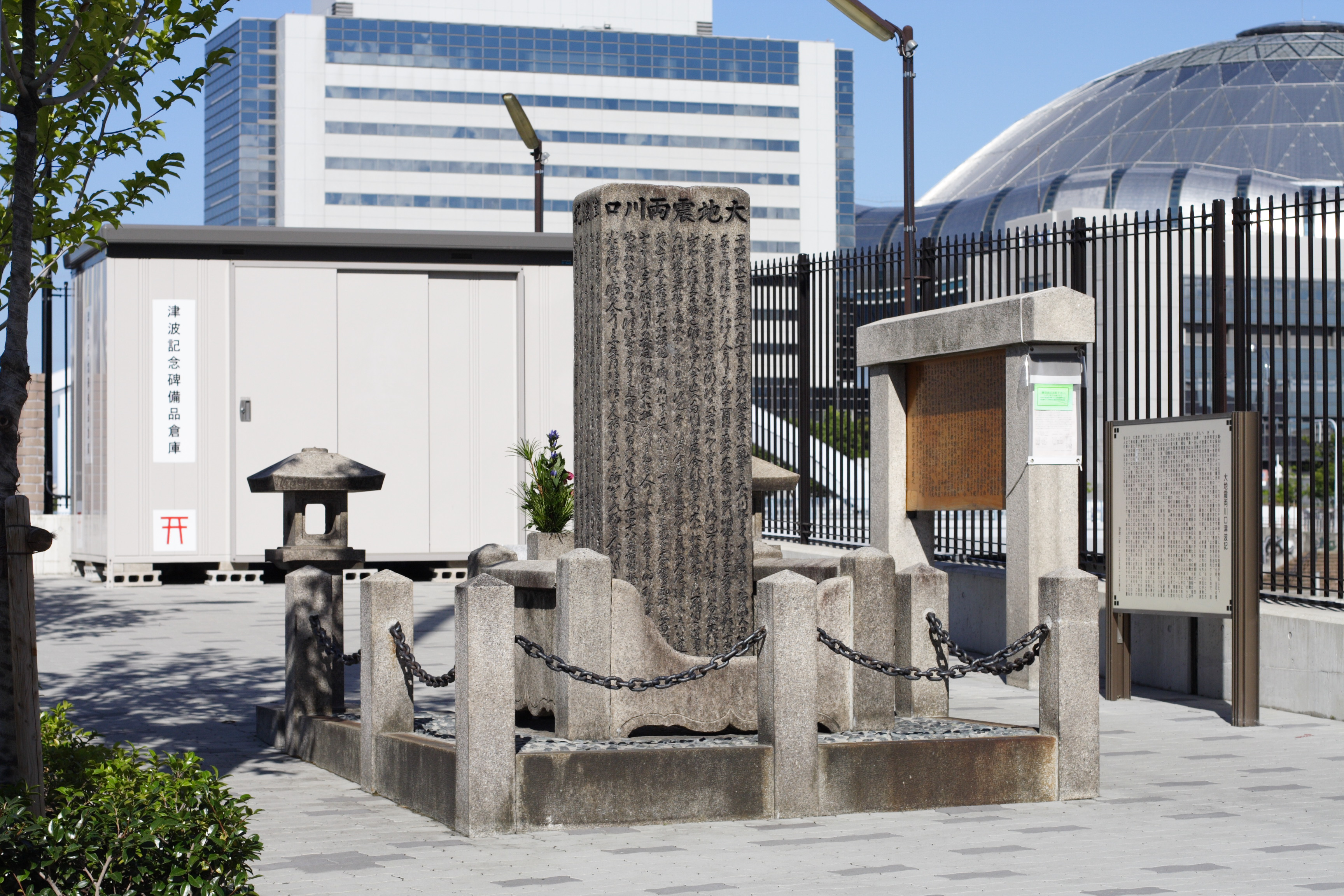
2005年に整備が行われた状態の大地震両川口津浪記。奥に写っている茶色の部分は、石碑の内容を補足説明するケヤキ板の看板である。他にも、写真に写り込んだ看板が有るように、石碑を解説した看板が設置されている。

### 石碑建立前
京阪神地域では六甲変動と呼ばれる地殻変動が現在も進行している。
この地殻変動により、大阪平野は現在も沈降が続いている。加えて、江戸時代などには新田開発のために大阪湾を干拓してきた歴史を有している。
なお、この石碑を理解する上で、もう1点知っておくべき内容として、南海トラフでは大規模な地震が繰り返されてきたという事実である。記録に残っている限りにおいて、684年の白鳳地震、887年の仁和地震、1096年の永長東海地震と1099年の康和南海地震とで1組の地震、1361年の正平地震、1498年の明応地震、他の地震とは異なり津波地震だったのではないかとも考えられている1605年の慶長地震が発生した。
そして、この石碑の碑文の内容とも関連性の強い、1707年の宝永地震、1854年の安政東海地震と安政南海地震も発生した。参考までに、宝永地震と安政南海地震における大坂での被害は、いずれも地震動による被害よりも、津波の襲来による被害の方が多かったという点で共通性が有る。
ここで、宝永地震と安政南海地震とで、大坂に襲来した津波を、当時の大坂を流れる河川に架橋されていた橋が、津波によって破壊された範囲を比較してみると、宝永地震の際に襲来した津波の方が大きかった事が判っている。
宝永地震では、そのような強力な津波に襲われたのにもかかわらず、安政南海地震の当時の大坂の住民の多くには、地震後に津波が襲来する可能性の有る旨が、充分に伝承されていなかったと、この石碑の碑文にも記載されている。なお、この石碑が建立された前後に、地震や津波を始めとして、様々な災害が発生した事も知られている。

### 伊賀上野地震による影響
安政南海地震で大坂が津波に襲われた、約半年前の1854年7月9日に大坂は伊賀上野地震による地震動に襲われた。この地震の余震から身を守るために、当時の大坂では、しばしの間、住民が船上に避難していた。
そして安政南海地震の際にも、空き地などに逃げただけでなく、船上に避難した者が現れた。このように船上に避難した事が、襲来した津波による大坂での死者を増加させた要因の1つであった。

### 石碑建立後
大地震両川口津浪記の石碑は、1855年7月に建立された。
南海トラフでの大規模な地震は、石碑の建立後、ここまでに挙げた地震以降にも、20世紀末までに、1944年の昭和東南海地震と1946年の昭和南海地震が発生したものの、これら20世紀に発生した南海トラフでの地震は、宝永地震よりも規模が小さく、さらに安政南海地震よりも規模が小さく、同様に、付随して発生した津波の規模も「宝永地震＞安政南海地震＞昭和南海地震」であった。
このため、昭和東南海地震よりも、大阪に震源が近い昭和南海地震ですら、大阪では軽微な津波被害しか発生しなかったものの、次に発生するであろう南海地震による津波が、大阪で昭和南海地震の程度であるとは限らない。
また、石碑の建立後も、大阪湾岸では埋め立てが行われた。さらに、地下水の汲み上げを主因として、大阪市に加え周辺地域の広い範囲で、軟弱地盤が圧密沈下を起こした。
このような地盤沈下を受けて、台風などに伴う高潮の被害を警戒し、大阪湾の港湾部では大々的に盛り土が行われてきたものの、それでも上町台地を除くと、ほとんどの大阪市の市域は標高が5mに満たない。
加えて、1933年に御堂筋線の一部が開業した事を皮切りに、大阪では地下鉄の開発も行われた。さらに、1957年12月に大阪で最初の地下街であるナンバ地下センターが開業したように、地下街の開発が行われてきた。
以上のような要因により、高潮、河川の増水や集中豪雨などによる水害の他に、津波に襲われた場合にも、この大地震両川口津浪記が残る大阪平野は被害を受け得る。そして、大阪湾岸には防潮堤や水門は整備されたものの、それらの設備が地震によって被害を受けた場合や、それらの設備を動作させられない事態に陥る可能性も指摘されている。

## 碑文の内容
安政南海地震の際に大坂に襲来した津波による被害と被害発生の経緯を中心に、その死者への慰霊、そして、将来も発生するであろう大地震の際に留意すべきと当時の人が考えた事柄、さらに、未来の人への依頼が刻まれている。

### 津波や地震による被害
津波による被害に関する記述としては、木津川、安治川の他に、道頓堀にも津波が遡上してきて、橋の多くが流出し、川辺の建物も破壊され、船も流され、余震などによる建物の倒壊などを恐れて船上へと避難していた人々が多数死亡した旨が記載されている。
さらに、1707年に発生した宝永地震の際にも津波による水死者を多数出したのに、その事を知っていた者が少なかったがために、今回の安政南海地震でも再び同じように多数の水死者を出してしまったといった内容も含まれている。
そして、高潮と津波は全く別物である旨も明記されている。
また「液状化現象」との言葉は無いものの、液状化現象によると考えられる現象に注意喚起をしていると考えられる記述も存在する。
そして、この石碑が言及している、宝永地震や安政南海地震などでも実際に液状化現象が発生した記録が残されている。
なお、安政南海地震での大坂での被害は、21世紀初頭で言う御堂筋よりも西の地区で地震動による被害が目立った。
ただ、地震動よりも、むしろ津波による被害の方が、大坂では圧倒的に多かった事が知られている。
特に、大阪湾に襲来した津波が、河川を遡上した事が、大坂での津波被害を甚大にした。

### 慰霊
石碑には、死者の慰霊の意味も込めて、仏教の題目も書かれており、このように津波による死者への弔いの意味も有する。
ただ、むしろ大坂における津波の被害を記録し、後世の人々が津波の事を忘れずに、地震の後の津波の襲来に備えるように注意を促す意味が強いと考えられる。

### 地震の際の留意点
地震の際には火災に注意するべきである旨も、この石碑の碑文には書かれているものの、それについては、安政地震の当時の大坂でも警戒していた。
なお、この地震の際に、大坂の数箇所で出火したものの、それは消火され、大火には至らなかった。
また、安政南海地震でも船上に逃れた人々が死亡した事もあり、絶対に船上に避難してはならない旨も明記されている。

### 未来の住民への依頼
碑文の最後には、この石碑の意義を理解してくれる人は、碑文が読み易いように、碑文の文字に墨を入れて欲しいという旨の内容が書かれている。

## 石碑の保存
大地震両川口津浪記は石碑であって、地蔵尊ではないものの、地元では「お地蔵さん」とも呼び、管理されてきた。
また、この石碑の前で1903年9月24日に営まれた、安政南海地震による死者を弔うための50回忌法要に前後して、石碑の周辺の整備が行われた。
その一方で、石碑が建立されて以来、幾度か移設もされてきた。具体的には、1915年に大正橋が架けられた際、1976年に大正橋の架け替え工事が実施された際、そして、2004年から2006年にかけて阪神なんば線の工事が実施された際である。
このように移転が繰り返されても、碑文の最後に書かれている事は、21世紀初頭においても実施されており、碑文の文字は墨で黒い状態を保っている。
2007年4月6日には「大地震両川口津浪記石碑」の名称で歴史資料として、大阪市の有形文化財に指定された。
なお、石碑に刻まれた碑文の内容は、例えば、大阪城の天守閣にも保存されている。

## アクセス
2015年現在、大地震両川口津浪記は、大阪府大阪市浪速区幸町3丁目9番に所在する。